# Ribociclib
Le ribociclib (vendu sous les marques Kisqali et Kryxana), commercialisé par Novartis,, est un inhibiteur de la cycline D1/CDK4 et CDK6, et est utilisé pour le traitement de certains types de cancer du sein.

## Indications
Le ribociclib est un inhibiteur de kinase indiqué en association avec un inhibiteur de l'aromatase pour le traitement des femmes pré/périménopausées ou post-ménopausées atteintes d'un cancer du sein localement avancé ou métastatique à récepteurs hormonaux (HR) positifs et à récepteurs du facteur de croissance épidermique humain 2 (HER2) négatifs ; ou avec le fulvestrant pour le traitement des femmes post-ménopausées atteintes d'un cancer du sein avancé ou métastatique à HR positifs et à HER2 négatifs, ou chez les femmes traitées antérieurement par hormonothérapie.
Chez les femmes en pré/périménopause, l'hormonothérapie doit être associée à un agoniste de l'hormone de libération des gonadotrophines hypophysaires. Il prolonge également les rémissions des formes précoces de ces mêmes cancers du sein. 
Le ribociclib associé aux thérapies hormonales (en), permet une survie globale des patientes plus importante que ces thérapies hormonales seules, y compris chez les patientes de moins de 40 ans. La médiane du temps de survie avec le ribociclib associé aux thérapies hormonales est de 59 mois, contre 48 avec thérapies hormonales et placébo.

## Posologie
La dose recommandée est de 600 mg (trois comprimés de 200 mg) de ribociclib une fois par jour pendant 21 jours consécutifs suivis d'une interruption du traitement pendant 7 jours, constituant un cycle complet de 28 jours. Le traitement doit être poursuivi tant que la patiente présente un bénéfice clinique du traitement ou jusqu'à l'apparition d'une toxicité inacceptable.
Le ribociclib doit être pris en association avec 2,5 mg de létrozole ou un autre inhibiteur de l'aromatase ou avec 500 mg de fulvestrant.
Lorsque le ribociclib est utilisé en association avec un inhibiteur de l'aromatase, l'inhibiteur de l'aromatase doit être pris par voie orale une fois par jour pendant tout le cycle de 28 jours. 
Lorsque le ribociclib est utilisé en association avec le fulvestrant, le fulvestrant est administré en intramusculaire les jours 1, 15 et 29, puis une fois par mois par la suite.
Le traitement des femmes pré/périménopausées par le ribociclib avec l'une des associations approuvées doit également inclure un agoniste de l'hormone de libération des gonadotrophines hypophysaires.
Le ribociclib peut être pris pendant ou en dehors des repas. Les patientes doivent être encouragées à prendre leur traitement approximativement à la même heure chaque jour, de préférence le matin. En cas de vomissements ou d'oubli d'une dose, la patiente ne doit pas prendre de dose supplémentaire au cours de cette journée. La dose prescrite suivante devra être prise à l'heure habituelle.

## Interactions
Le ribociclib étant principalement métabolisé par les enzymes hépatiques CYP3A4, CYP2D6, et CYP2C9, les inhibiteurs de cette enzyme augmentent ses concentrations dans l'organisme et peuvent potentialiser ses effets indésirables et sa toxicité. On peut citer comme exemple le kétoconazole et d'autres antifongiques similaires, le ritonavir, la clarithromycine, ainsi que le pamplemousse. Inversement, les médicaments ou substances inducteurs du CYP3A4, comme la rifampicine et le millepertuis, peuvent diminuer les concentrations de ribociclib.
Le ribociclib lui-même est un inhibiteur du CYP3A4 et peut donc augmenter les concentrations d'autres médicaments étant aussi métabolisé par le CYP3A4, comme cela a été démontré avec le midazolam. Il inhibe également un certain nombre de protéines de transport et pourrait donc théoriquement interférer avec le transport d'autres médicaments dans l'organisme. Il pourrait également amplifier l'allongement de l'intervalle QT d'autres médicaments tels que les antiarythmiques, la clarithromycine et l'halopéridol.

## Pharmacologie

### Mécanisme d'action
Les kinases cyclines-dépendantes (CDK) 4 et 6 sont des enzymes impliquées dans la mitose, qui sont sur-exprimées dans les cellules cancéreuses par rapport aux cellules saines, ce qui conduit à l'inactivation de certains gènes suppresseurs de tumeurs,.
Utilisé en association avec d'autres médicaments tels qu'un inhibiteur de l'ALK ou de la MEK (en), il a un effet synergique entraînant une amélioration des réponses au traitement,. Le blocage d'une seule voie de la cancérogenèse peut parfois entraîner une « compensation tumorale », où la tumeur compense la voie de signalisation bloquée en utilisant d'autres voies pour survivre. En bloquant plusieurs voies à la fois, la tumeur perd sa capacité à compenser et on observe une réponse antitumorale plus importante. Il a été démontré que l'utilisation du ribociclib en association avec d'autres agents antitumoraux réduit le développement de la résistance à ces agents.

### Pharmacocinétique
Le pourcentage de ribociclib absorbé au niveau de l'intestin n'a pas encore été déterminé. Les taux plasmatiques maximum sont atteints après une à quatre heures ; et après un dosage répété, les concentrations à l'état d'équilibre sont atteintes après environ huit jours. L'alimentation n'a aucun effet sur l'absorption. Lorsqu'il est dans la circulation sanguine, environ 70 % du ribociclib se lie aux protéines plasmatiques.
La substance est principalement métabolisée par le CYP3A4 puis par diverses enzymes de phase II (en), ce qui donne un grand nombre de métabolites. Ceux qui ont les concentrations plasmatiques sanguines les plus élevées chez l'homme sont appelés CCI284 (un produit de N-hydroxylation non spécifié), LEQ803 (le produit de N-déméthylation) et M1 (un glucuronide). Tous les métabolites ont une activité clinique négligeable.
Le ribociclib a une légère tendance à s'accumuler dans l'organisme. Il est éliminé avec une demi-vie biologique moyenne de 32 heures, majoritairement (69 %) via les fèces, mais aussi (23 %) via les urines. Le médicament inchangé représente 17 % de la substance dans les fèces et 12 % de la substance dans l'urine, le reste étant des métabolites.

## Chimie
Le ribociclib est utilisé sous la forme de son sel de tartrate. Il s'agit d'une poudre cristalline jaune à brune, légèrement hygroscopique, soluble dans les acides aqueux.